# Bolbitis costulata
Bolbitis costulata là một loài thực vật có mạch trong họ Lomariopsidaceae. Loài này được (Hook.) Fraser-Jenk. mô tả khoa học đầu tiên năm 2008.